# Michael Sam

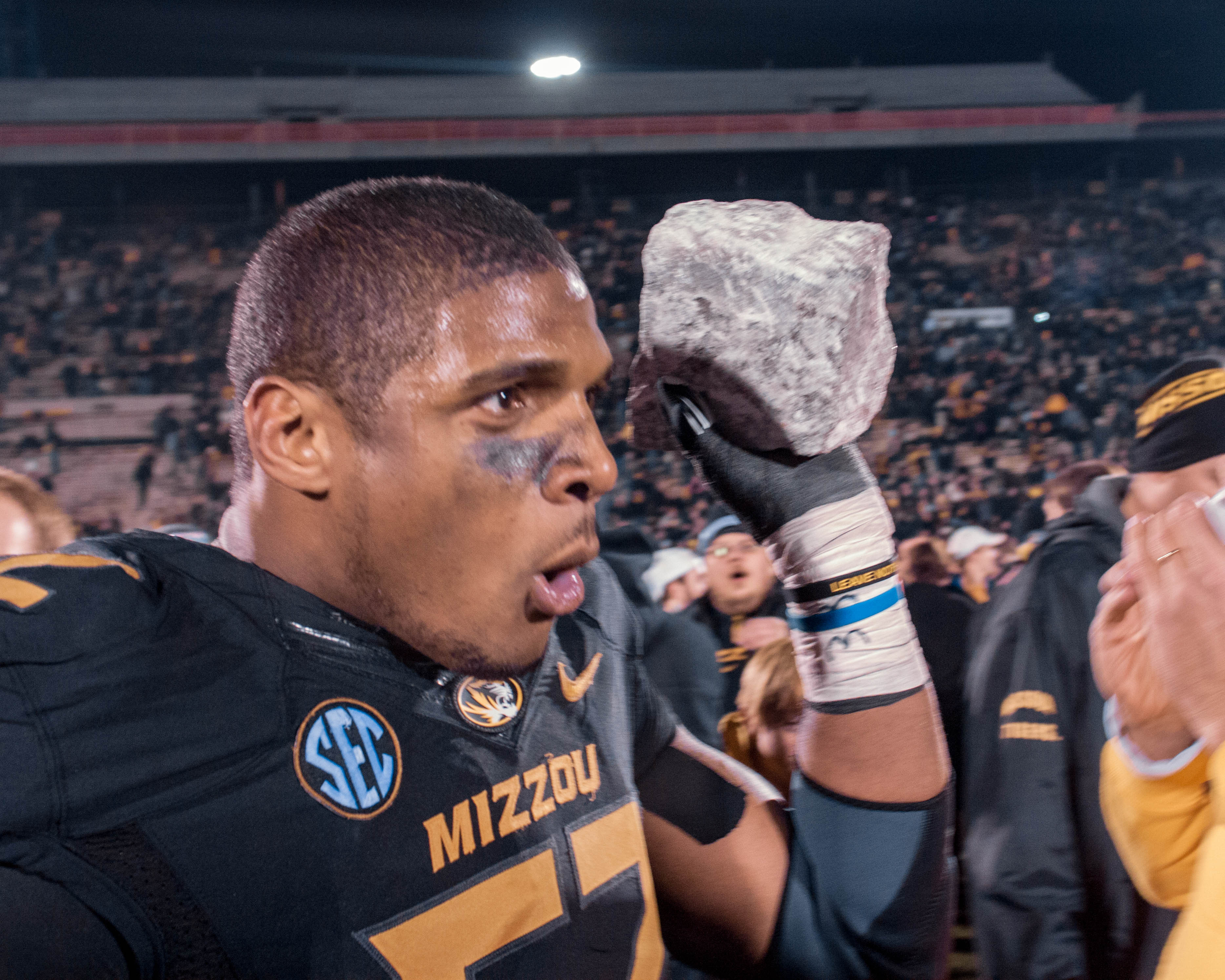
Michael Sam

Michael Alan Sam, Jr., född 7 januari 1990 i Galveston, Texas, är en amerikansk utövare av amerikansk fotboll och den första öppet homosexuella spelaren någonsin som draftats till NFL, då han 2014 valdes av St. Louis Rams som spelare nummer 249 av totalt 256. Han har tidigare spelat för University of Missouris collegelag Missouri Tigers, där han bland annat fick titeln årets defensiva spelare 2013.
Michael Sam trädde fram som homosexuell i februari 2014. Han hyllades av bland andra USA:s förstadam Michelle Obama och vicepresident Joe Biden för att ha trätt fram med sin homosexualitet.